# Milská stráň
Přírodní rezervace Milská stráň zaujímá zhruba tři čtvrtě kilometru dlouhý úsek k jihu obráceného strmého svahu údolí Hřešického potoka v severovýchodním sousedství obce Milý v okrese Rakovník. Účelem rezervace je ochrana teplomilných travinných a křovinných společenstev rostlin a živočichů opukových, tzv. bílých strání. Rozloha PR činí 11,1 ha, nadmořská výška se pohybuje v rozmezí 384 až 450 m.

## Historie
Stráň v těsném sousedství vesnice Milý byla už v dávné minulosti odlesněna a po staletí vystavena lidské činnosti - dílem využívána jako pastvina, dílem jako sad.
Chráněné území bylo vyhlášeno vyhláškou Okresního národního výboru Rakovník ze dne 23. září 1988, a účinností dnem 1. listopadu téhož roku. Později bylo přehlášeno nařízením Okresního úřadu Rakovník č. 14/1996 ze dne 1. června 1996.

## Přírodní podmínky

### Geologie
Podklad svahu je tvořen opukami a pískovci křídového stáří (stupeň svrchní cenoman / spodní turon). Převažujícím půdním typem je pararendzina s příměsí opukové suti. Milská stráň představuje typickou ukázku srázu na okraji opukové plošiny Džbánu

### Flóra
V travnatých partiích je pro Milskou stráň typická válečka prapořitá (Brachypodium pinnatum), teplomilné trávníky tvoří množství vzácných druhů, mj. hvězdnice chlumní (Aster amellus), vstavač nachový (Orchis purpurea), trličník brvitý (Gentianopsis ciliata), bělozářka větvitá (Anthericum ramosum), zimostrázek alpský (Polygala chamaebuxus), trýzel panonský (Erysimum pannonicum), čistec německý (Stachys germanica), ostřice chabá (Carex flacca), pcháč bezlodyžný (Cirsium acaule), mařinka barvířská (Asperula tinctoria), hlaváč žlutavý (Scabiosa ochroleuca), rozrazil ožankovitý (Veronica teucrium), šalvěj přeslenitá (Salvia verticillata) či turan pozdní (Erigeron muralis).
Značnou část území zaujímají prakticky neprostupné křoviny asociace Ligustro-Prunetum (ptačí zob-slivoň), směřující přirozenou sukcesí k lesu typu habrové doubravy s příměsí buku (Fagus sylvatica). Typickými dřevinami jsou zde svída krvavá (Cornus sanguinea), dřín jarní (Cornus mas), hloh jednoblizný (Crataegus monogyna), jeřáb muk (Sorbus aria), jeřáb břek (Sorbus torminalis), dřišťál obecný (Berberis vulgaris), různé druhy růží, např. růže májová (Rosa majalis), slivoň trnitá (Prunus spinosa), jilm horský (Ulmus glabra) a líska obecná (Corylus avellana) v podrostu se vyskytuje hojnost bylin charakteristických pro habrové doubravy na vápnitém podkladě, např. zde roste strdivka nící (Melica nutans), válečka lesní (Brachypodium sylvaticum), violka divotvárná (Viola mirabilis) nebo jaterník podléška (Hepatica nobilis), při úpatí stráně se daří bělotrnu kulatohlavému (Echinops sphaerocephalus). V křovinách je hojná ohrožená okrotice bílá (Cephalanthera damasonium).

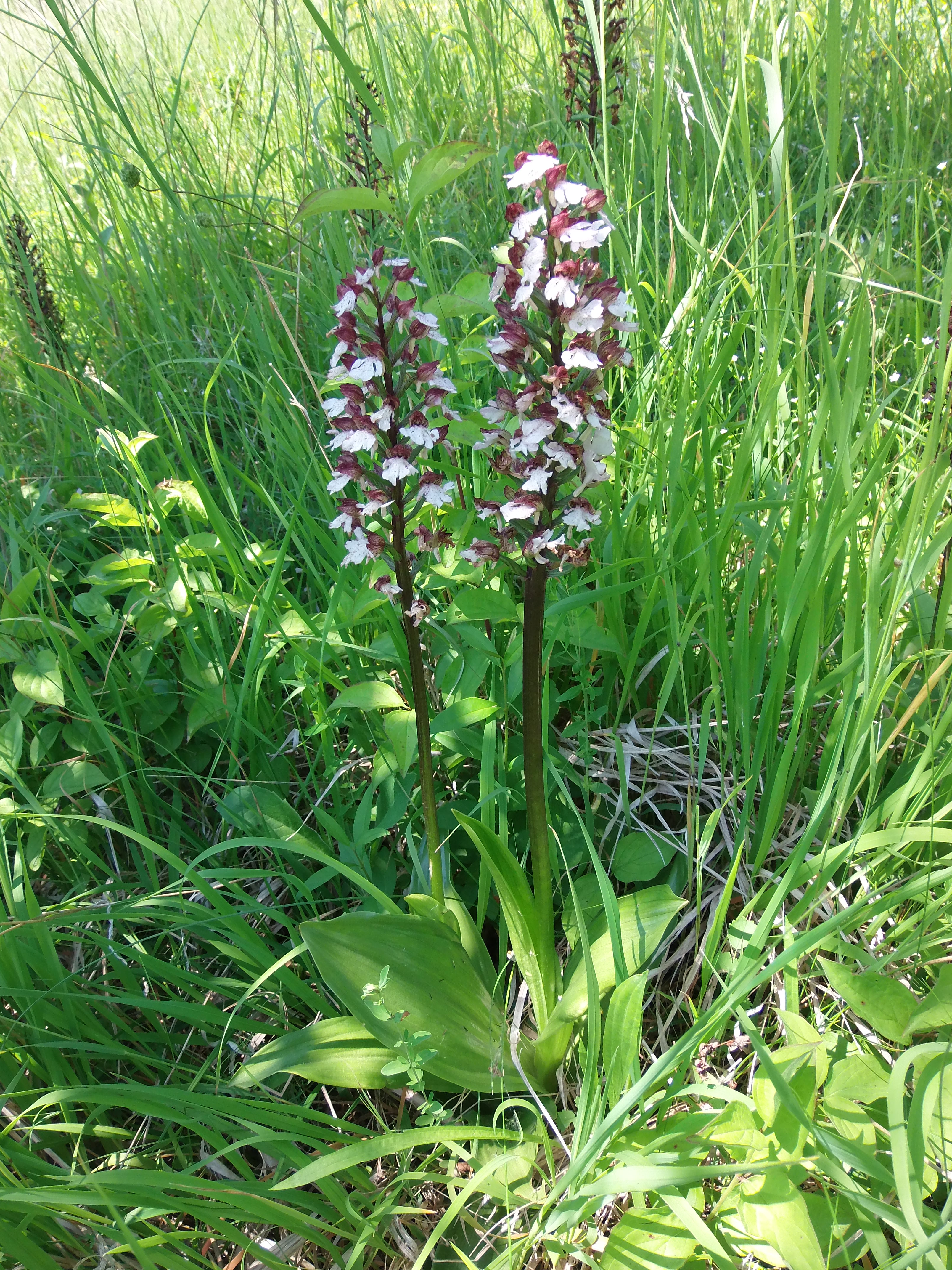
PR Milská stráň - vstavač nachový (Orchis purpurea)
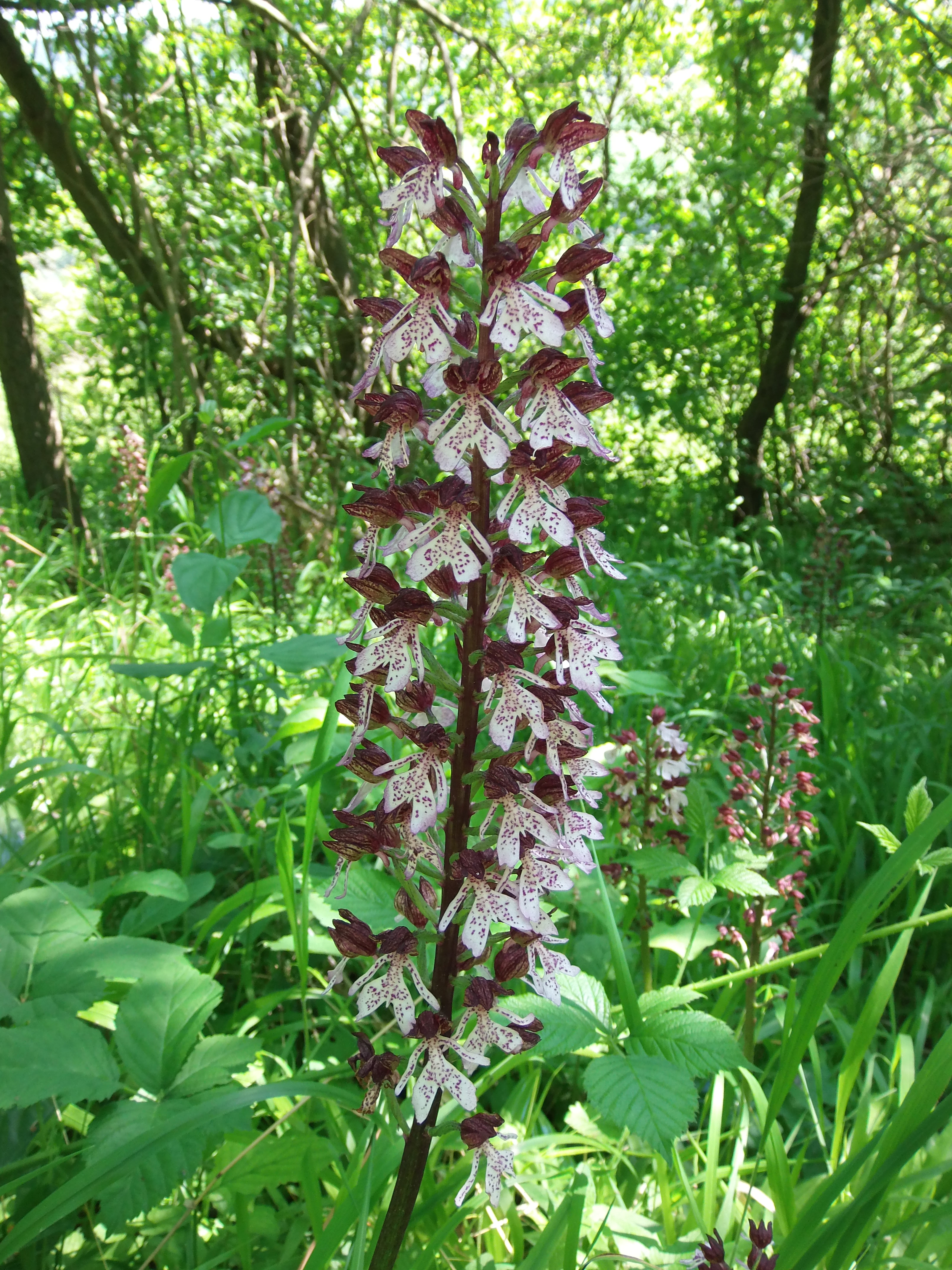
PR Milská stráň - vstavač nachový (Orchis purpurea)
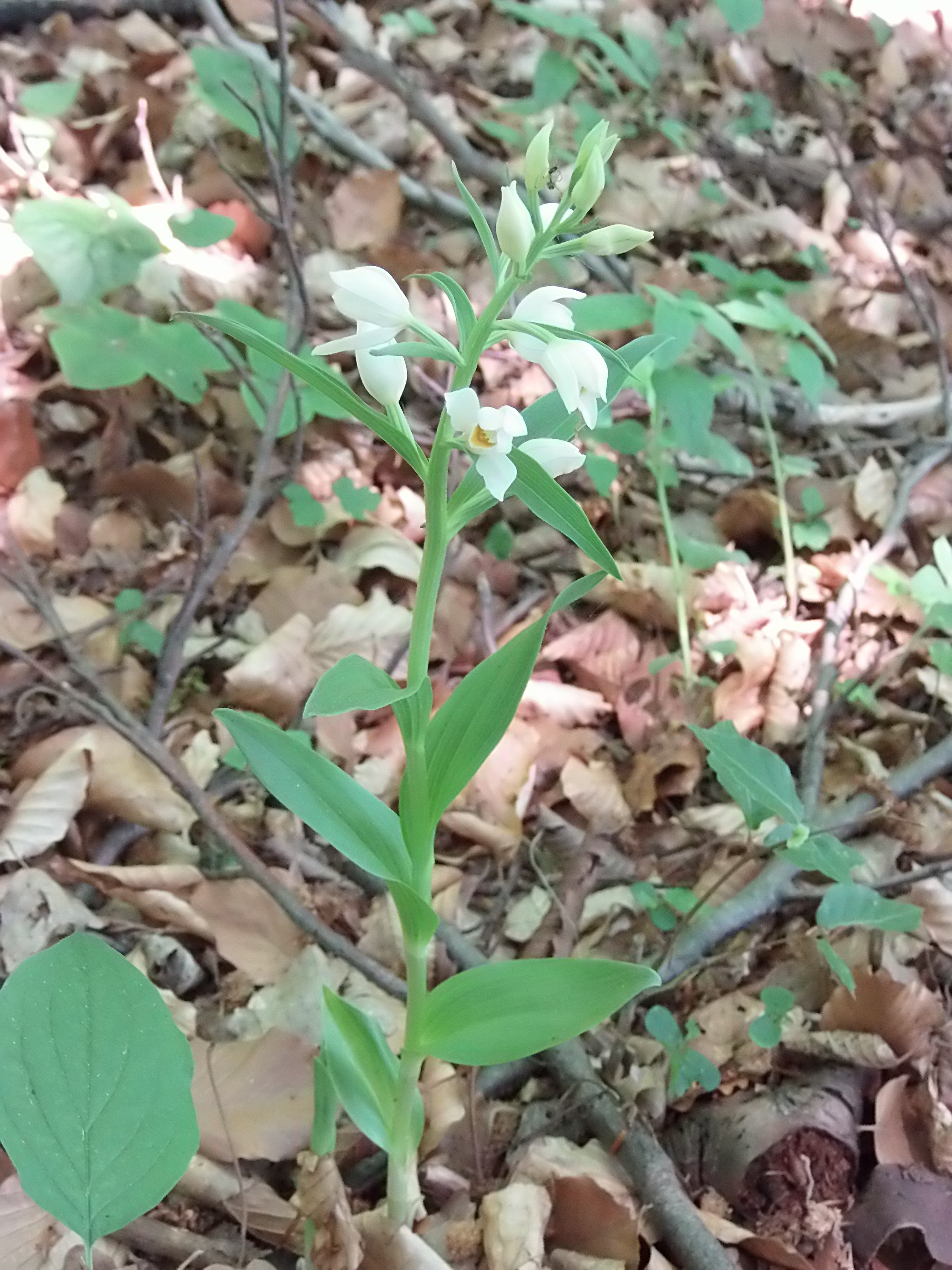
PR Milská stráň - okrotice bílá (Cephalanthera damasonium)
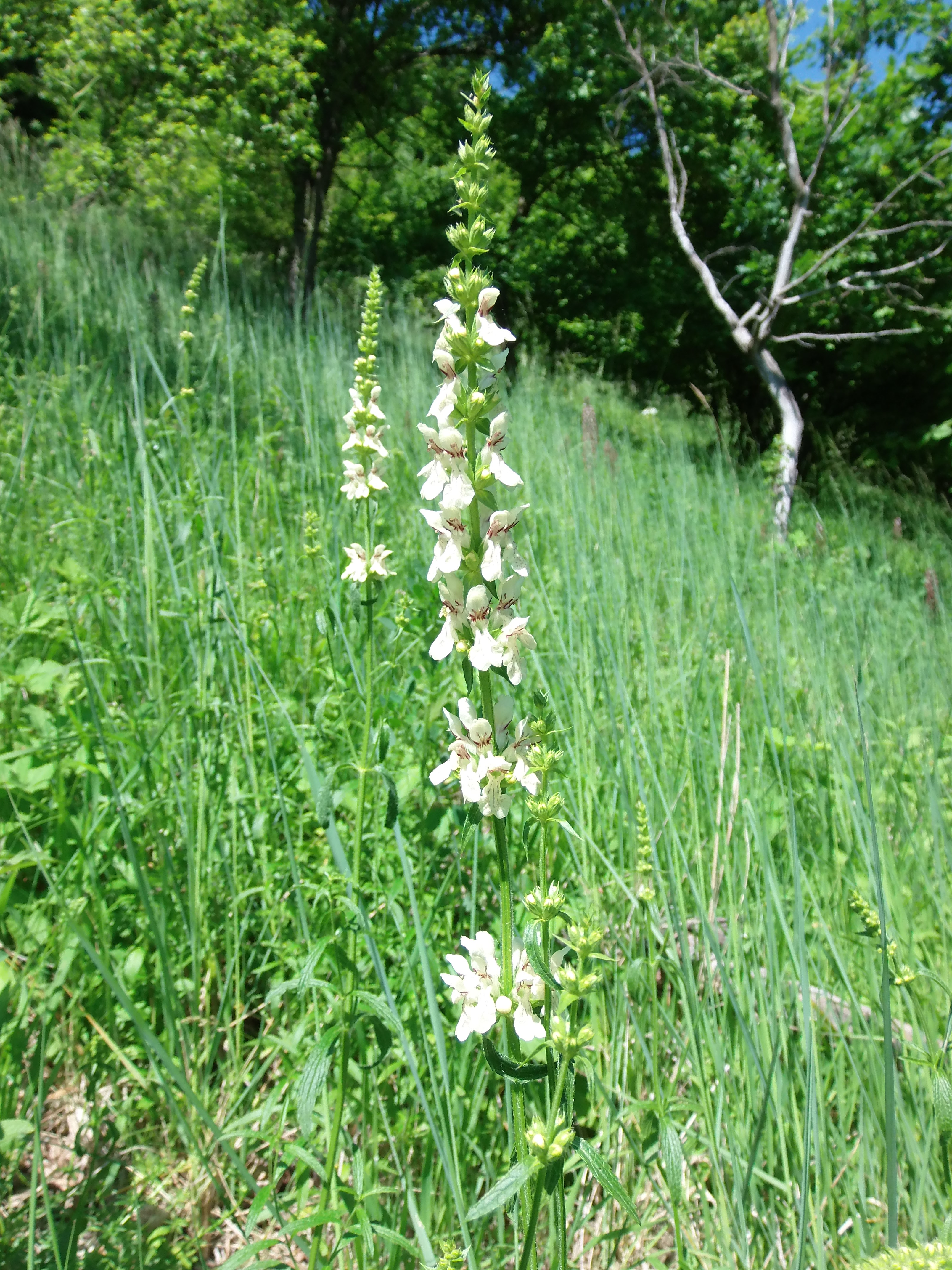
PR Milská stráň - čistec přímý (Stachys recta)
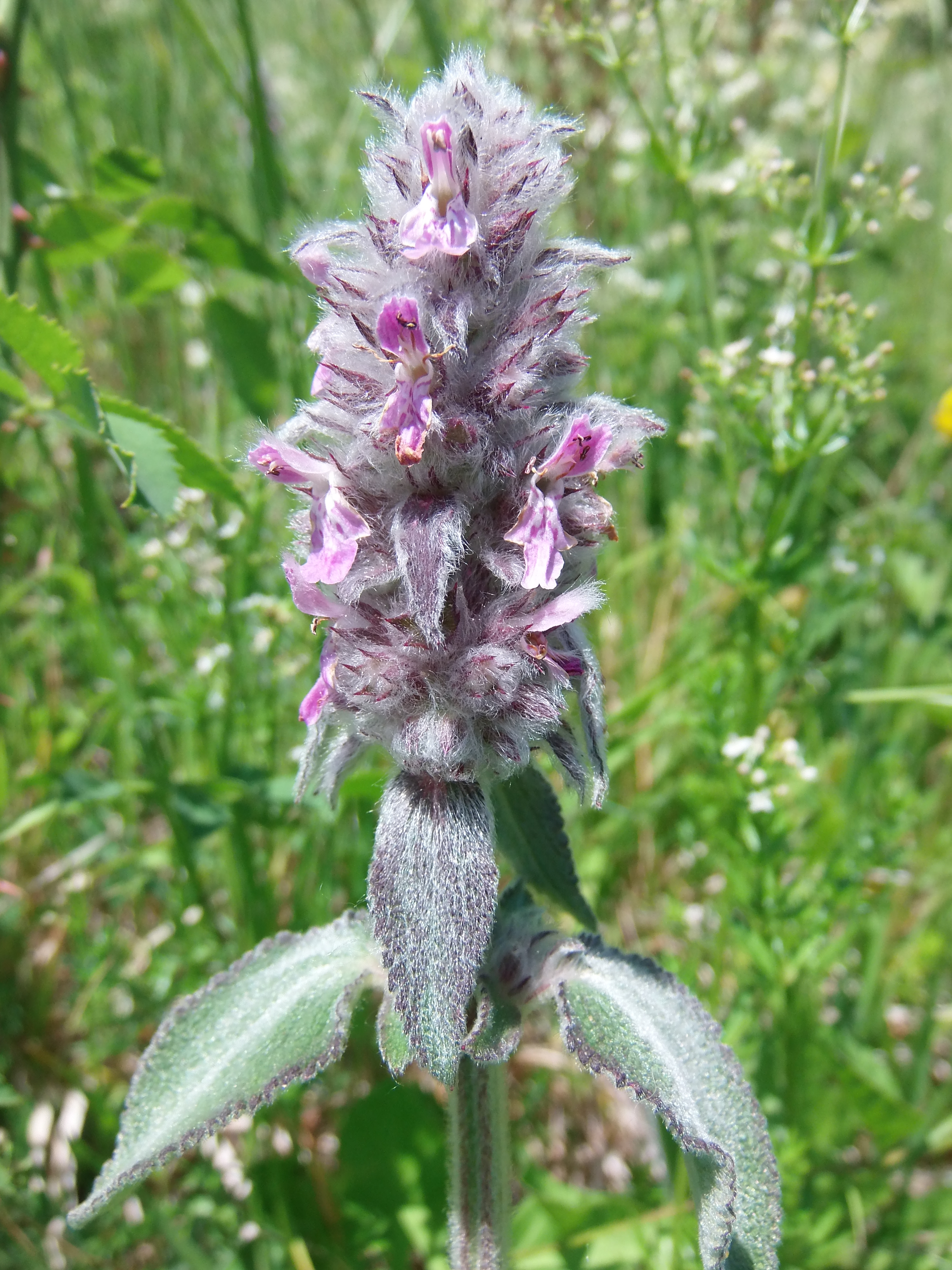
PR Milská stráň - čistec německý (Stachys germanica)

### Fauna
Milská stráň je hodnotnou lokalitou i z hlediska zoologického. Bioindikátory, dosvědčujícími xerotermní charakter a zachovalost území jsou z bezobratlých např. pavouk stepník černonohý (Eresus sandaliatus), cikáda chlumní (Eresus sandaliatus) a krasec (Anthaxia nitidula). Z obojživelníků stojí za zmínku silně ohrožená rosnička zelená (Hyla arborea), silně ohrožený čolek horský (Ichthyosaura alpestris) a v roce 2011 potvrzen výskyt mloka skvrnitého (Salamandra salamandra). Z plazů je hojný silně orhožený slepýš křehký (Anguis fragilis), dále se vyskytuje silně ohrožená užovka hladká (Coronella austriaca) a kriticky ohrožená zmije obecná (Vipera berus). K vzácným druhům ptáků patří kriticky ohrožený strnad luční (Emberiza calandra) či silně ohrožená pěnice vlašská (Sylvia nisoria). Ze savců obývá Milskou stráň zejména početná populace plšíka lískového (Muscardinus avellanarius).

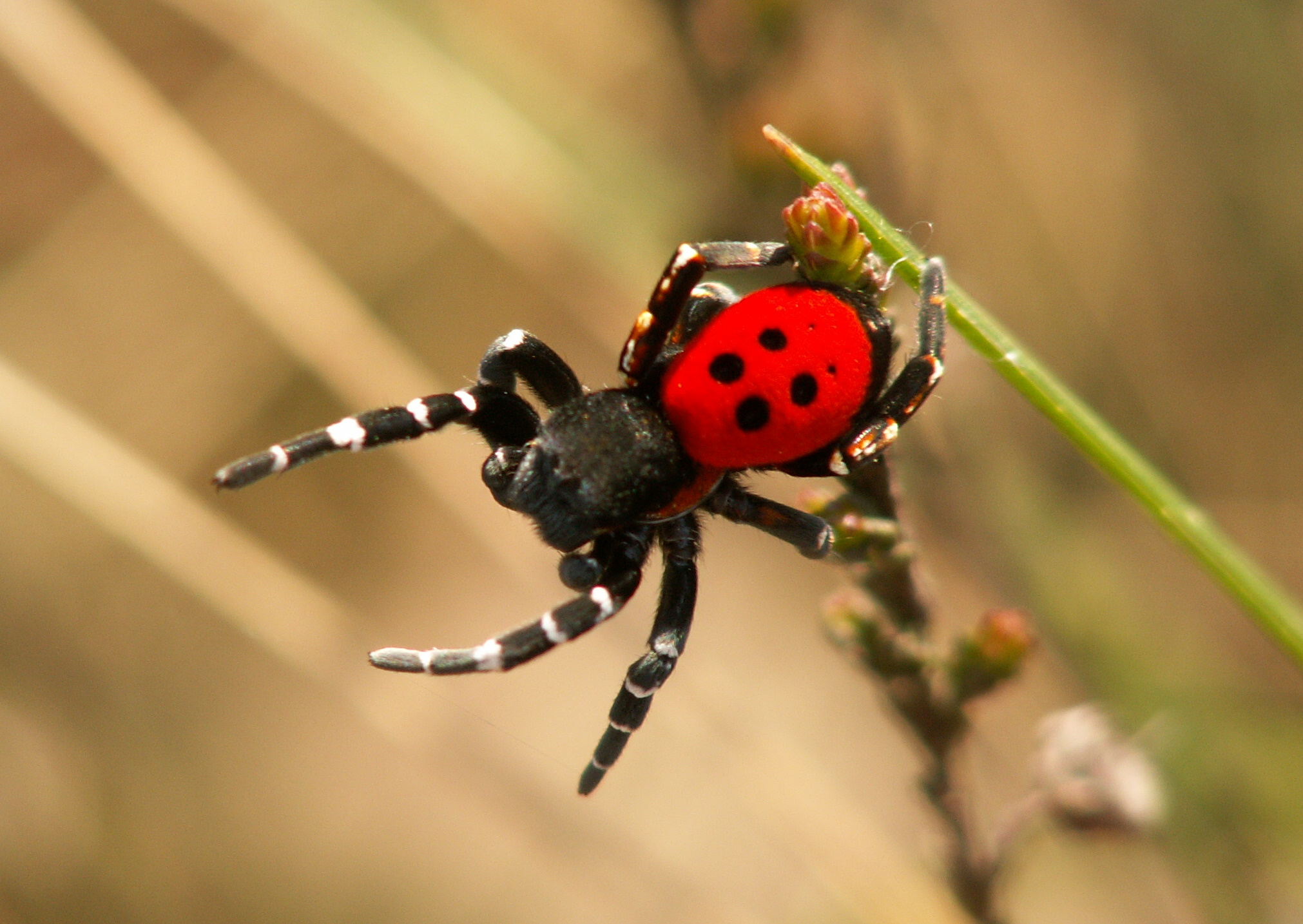
Stepník černonohý
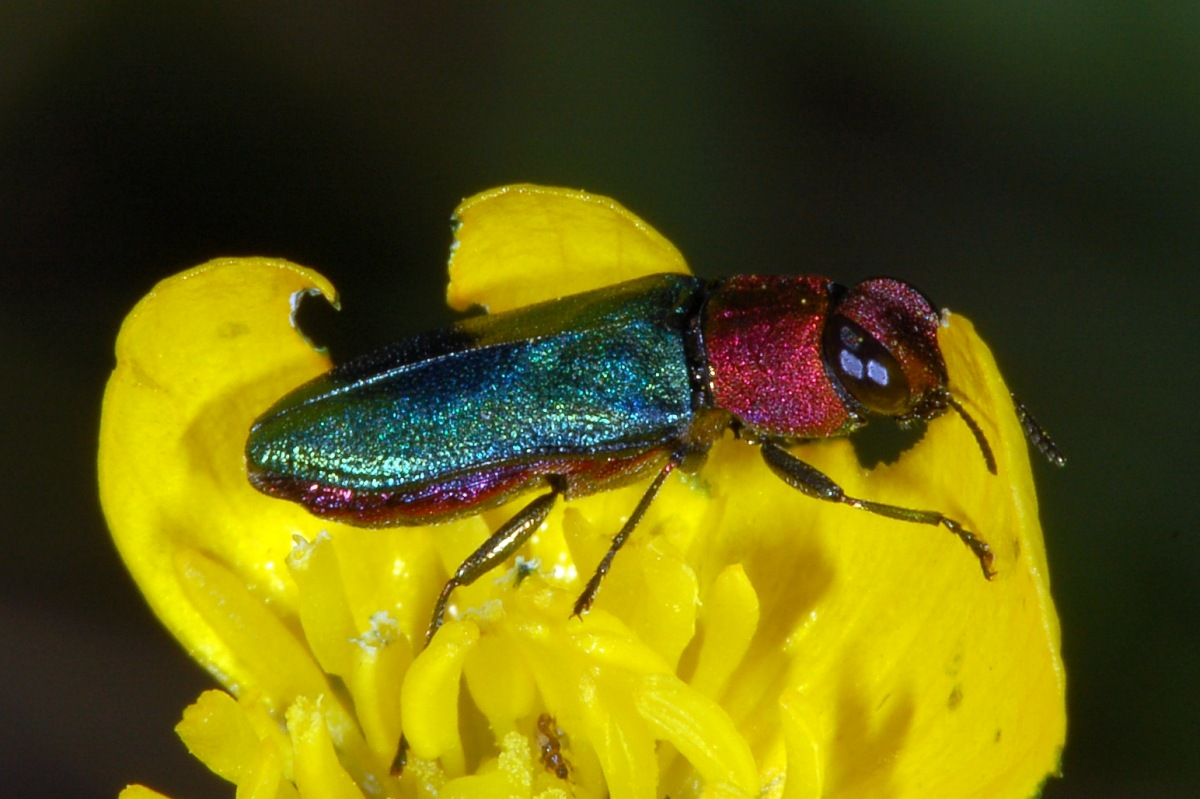
Anthaxia nitidula
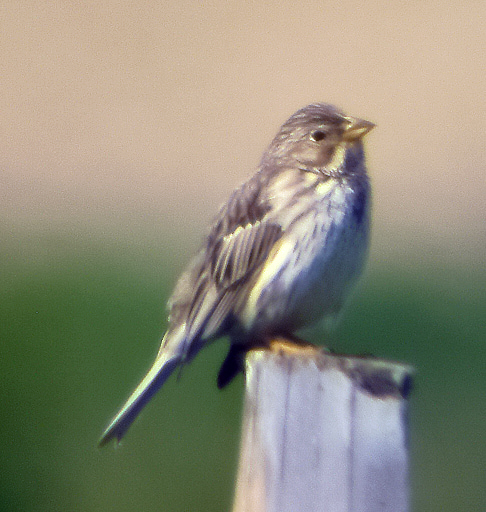
Strnad luční
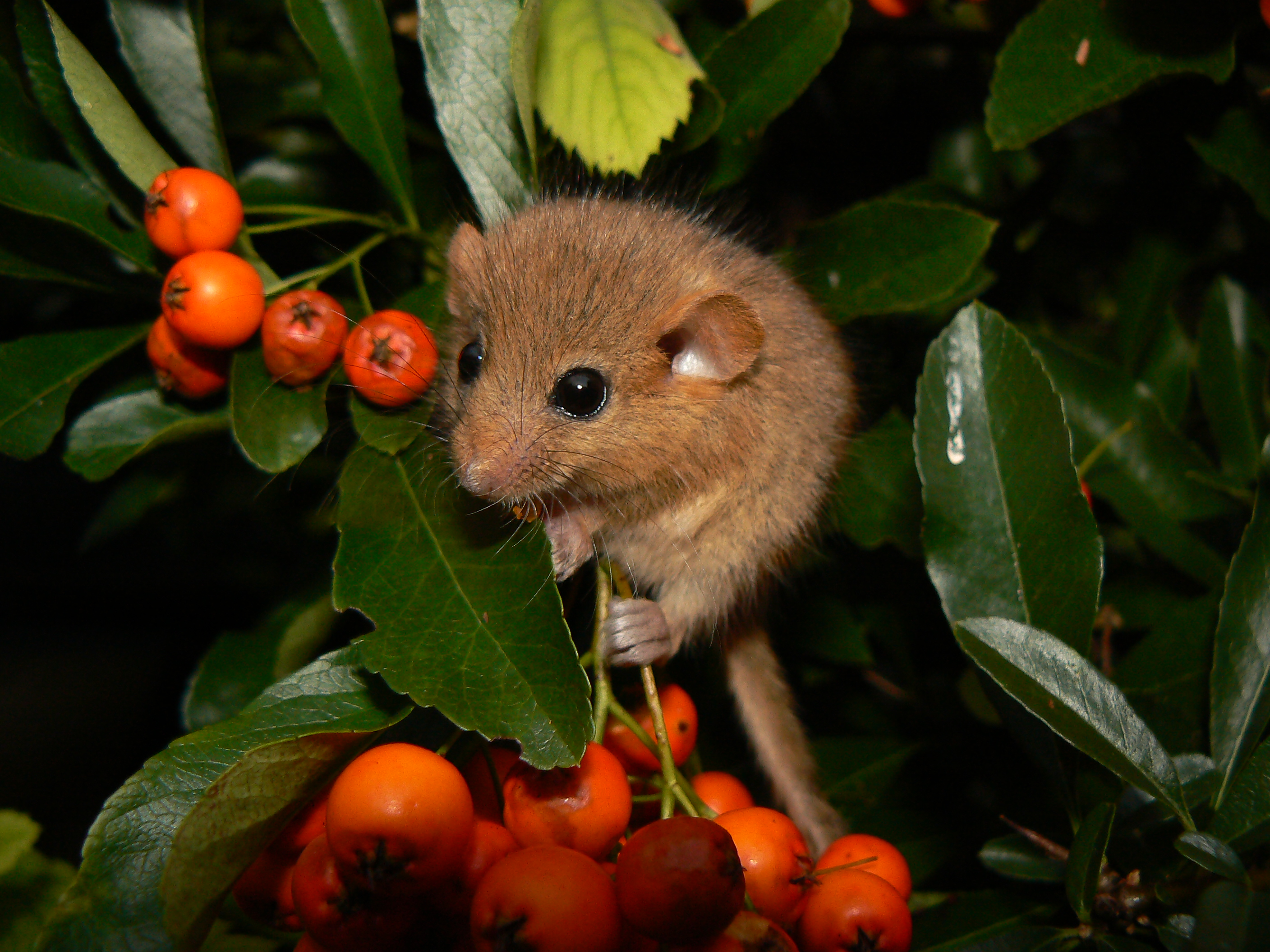
Plšík lískový

## Současnost
V současnosti je území bez hospodářského využití. K zachování travnatých partií se provádí pravidelné mýcení a kosení, za tímto účelem by bylo žádoucí obnovení pastvy.
Při cestě na horní hraně stráně (využívá ji modře značená turistická trasa Panenský Týnec - Třeboc) byl u odbočky ze silnice Milý - Bor instalován informační panel, osazeny lavičky a vytvořeno vyhlídkové místo, z něhož se otevírá působivý výhled k jihu do sbíhajících se údolí Hřešického a Bakovského potoka, na obec Milý, návrší Vošková a obec Srbeč.

## Galerie

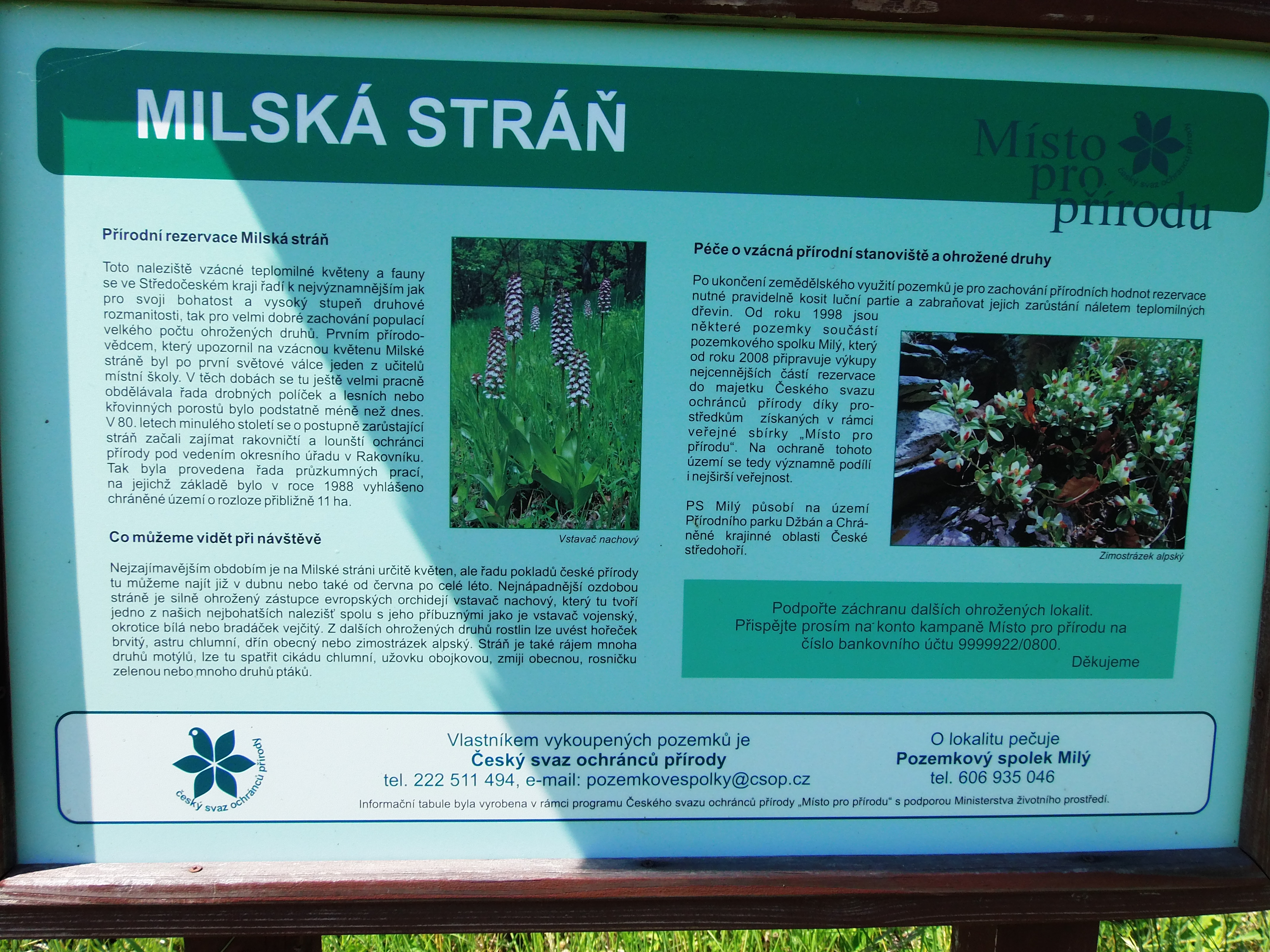
Infotabule
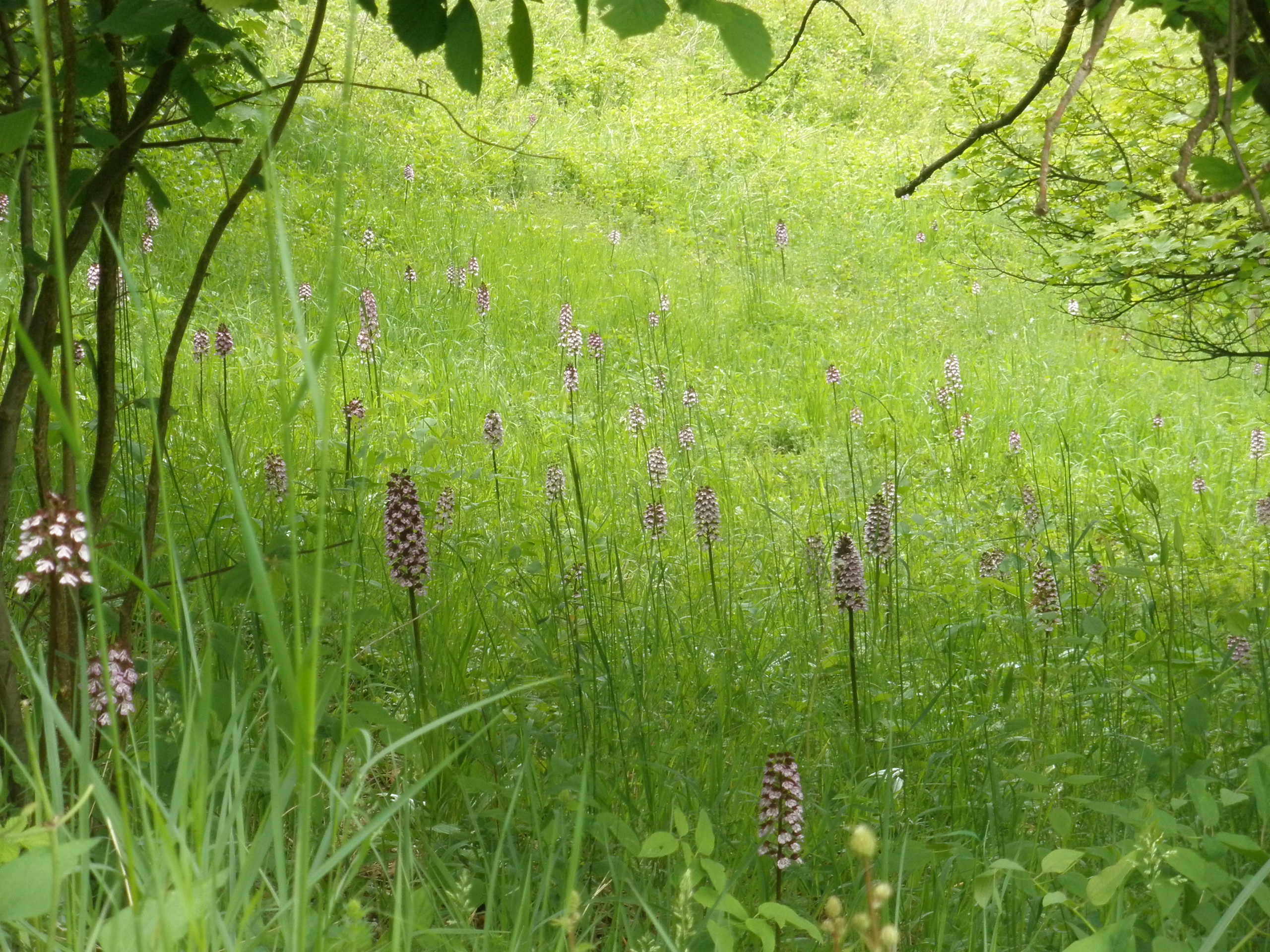
Vstavač nachový (Orchis purpurea) na lokalitě Milská stráň
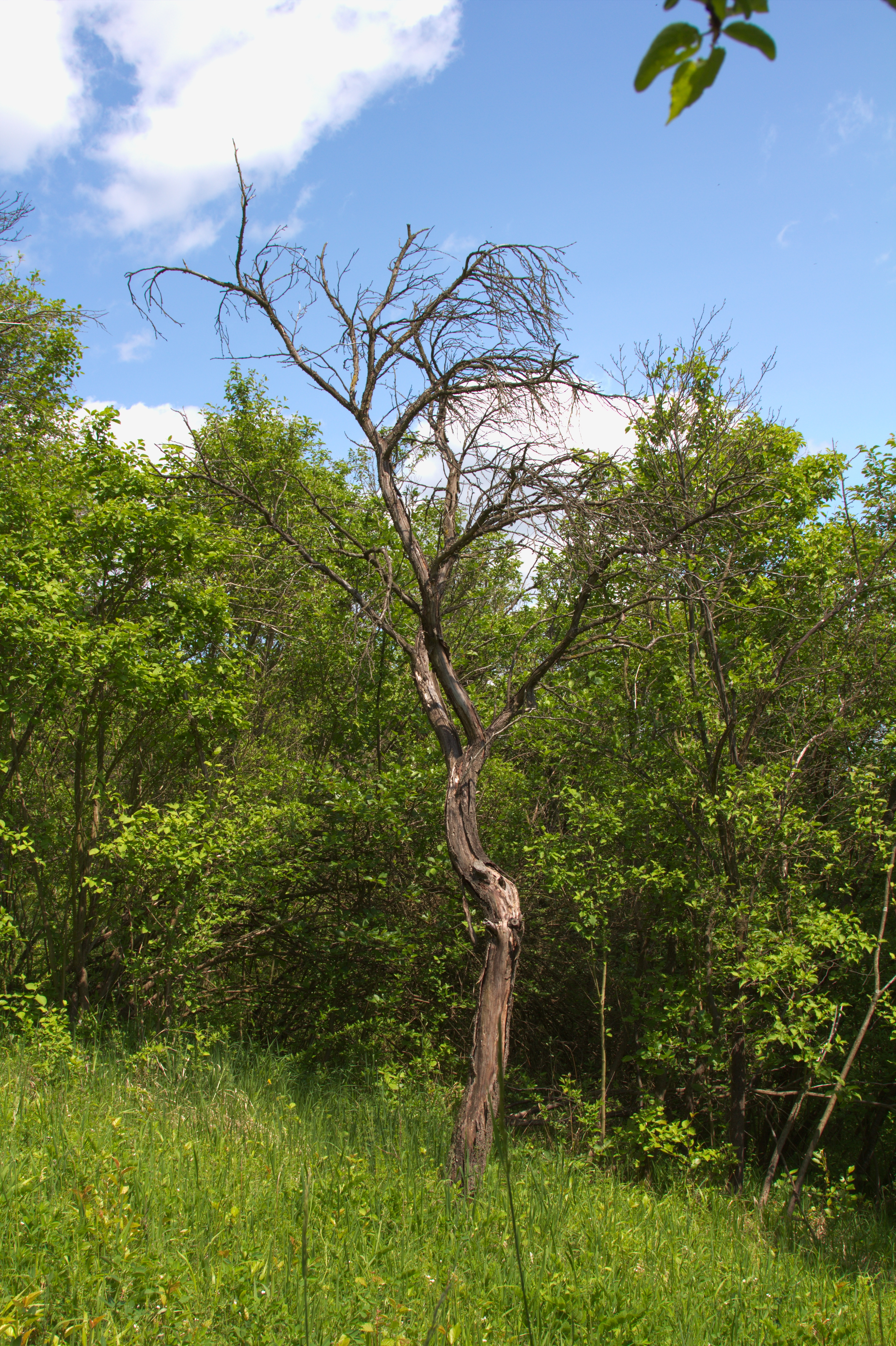
V rezervaci Milská stráň najdeme louky i křoviny
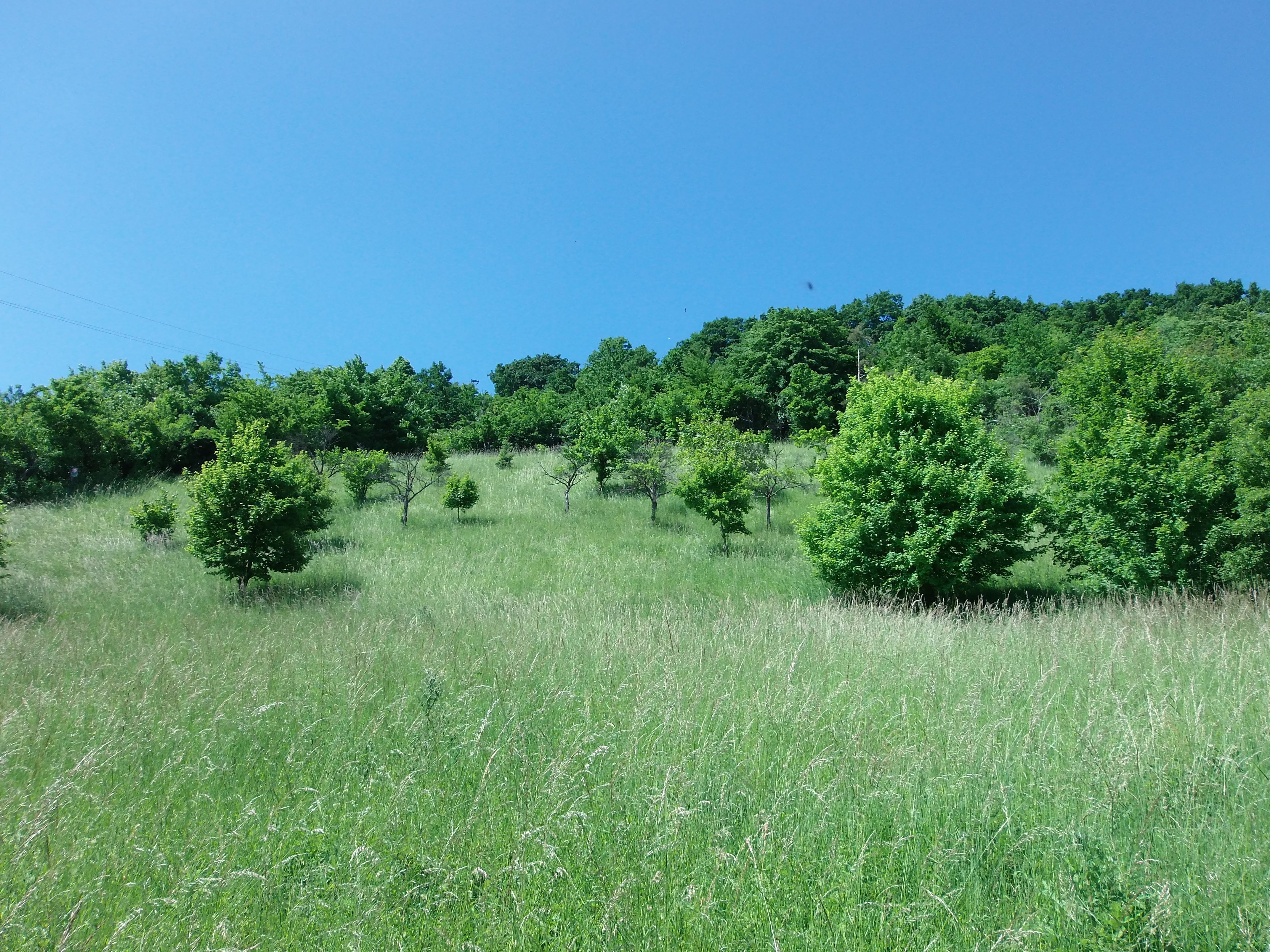
Milská stráň - louka ve svahu
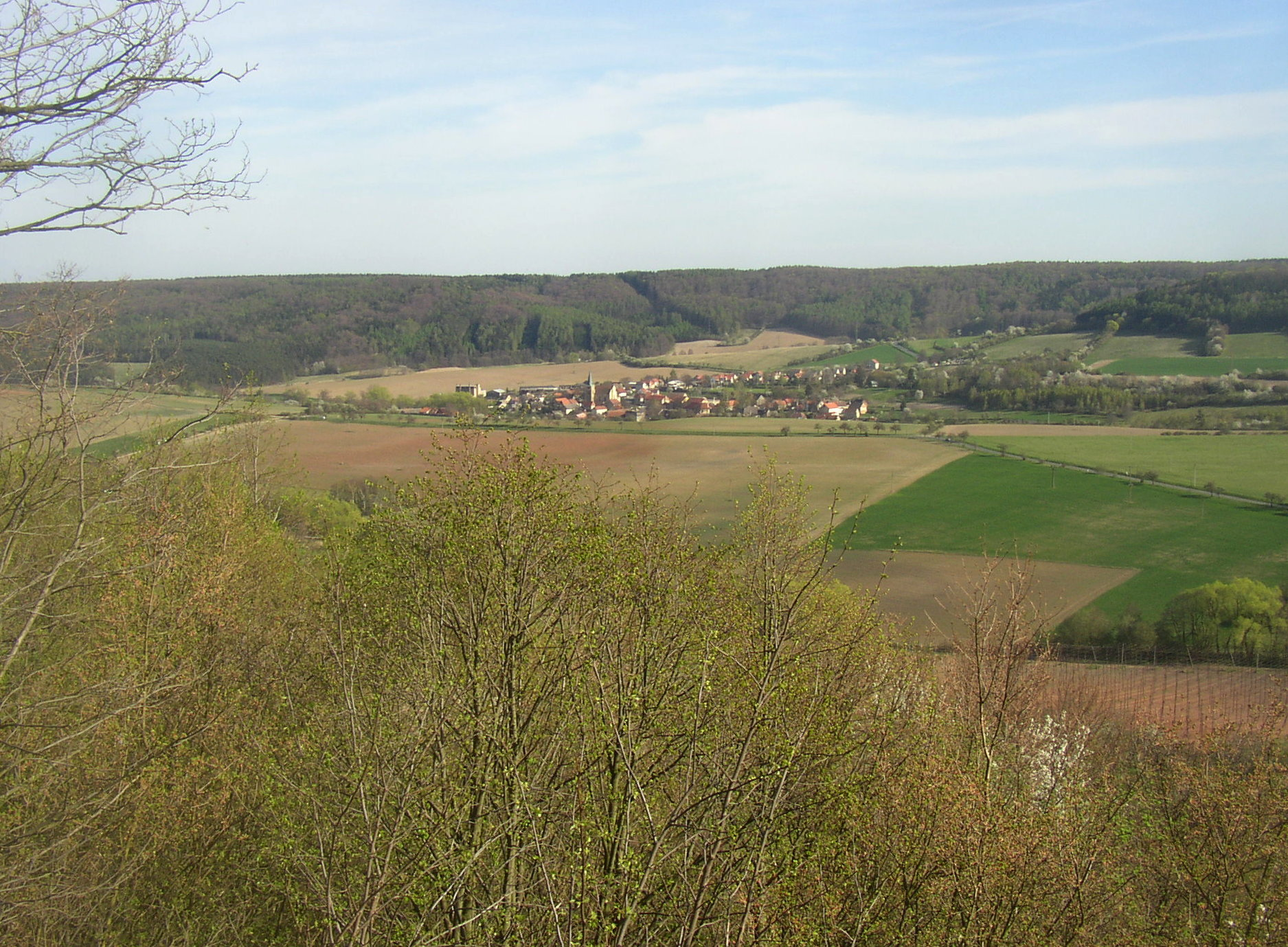
Obec Srbeč z vyhlídky na Milské stráni, za lesy na obzoru se skrývá městys Mšec